# Норман (Небраска)
Норман (енгл. Norman) град је у америчкој савезној држави Небраска.

## Демографија
По попису из 2010. године број становника је 43, што је 6 (-12,2%) становника мање него 2000. године.
| Група             | 2000.      | 2010.       |
| Белци             | 45 (91,8%) | 43 (100,0%) |
| Афроамериканци    | 0 (0,0%)   | 0 (0,0%)    |
| Азијати           | 0 (0,0%)   | 0 (0,0%)    |
| Хиспаноамериканци | 4 (8,2%)   | 0 (0,0%)    |
| Укупно            | 49         | 43          |